# 403 Cyane
403 Cyane este un asteroid din centura principală, descoperit pe 18 mai 1895, de Auguste Charlois.